# 카미유 클로델
카미유 클로델(프랑스어: Camille Claudel, 1864년 12월 8일 - 1943년 10월 19일)은 프랑스의 조각가이다. 시인이자 외교관인 폴 클로델의 누나이다. 1884년경 로댕의 아틀리에에서 조수로 일하게 된다. 이후 로댕과 연인의 관계로 발전하게 된다. 그러나 카미유는 로댕과 결별하고 독립해서 조각을 하다 정신병원에 갇혀 살았다. 1943년 10월 19일 사망했다.

## 카미유 클로델을 연기한 배우들
- 이자벨 아자니 - 까미유 끌로델(1988년)
- 쥘리에트 비노슈 - 까미유 끌로델(2013년)

## 같이 보기
- 까미유 끌로델 (1988년 영화)
- 까미유 끌로델 (2013년 영화)